# Bematha transversata
Bematha transversata là một loài bướm đêm trong họ Noctuidae.